# Lijst van rijksmonumenten in Velp (Gelderland)
De plaats Velp (Gelderland) telt 61 inschrijvingen in het rijksmonumentenregister. Hieronder een overzicht.
| Object                                                                   | Oorspronkelijke functie?  | Bouwjaar                               | Architect   | Locatie                        | Coördinaten?                  | Nr.?   | Afbeelding                                                               |
| ------------------------------------------------------------------------ | ------------------------- | -------------------------------------- | ----------- | ------------------------------ | ----------------------------- | ------ | ------------------------------------------------------------------------ |
| In schoon metselwerk opgetrokken huis                                    | Werk-woonhuis             | ca. 1880                               |             | Emmastraat 10                  | 51° 59' 43" NB, 5° 58' 23" OL | 42146  | Meer afbeeldingen                                                        |
| O.L. Vrouw Visitatie                                                     | Kerk en kerkonderdeel     | 1885                                   |             | Emmastraat 18                  | 51° 59' 41" NB, 5° 58' 23" OL | 42147  | Meer afbeeldingen                                                        |
| Van Lennepsmolen                                                         | Industrie- en poldermolen | 19e eeuw                               |             | Hendrikus Avelinghstraat 154   | 51° 59' 41" NB, 5° 58' 33" OL | 42148  | Meer afbeeldingen                                                        |
| Oude Nederlands Hervormde Kerk, eenbeukige romaanse kerk                 | Kerk en kerkonderdeel     | 12e eeuw                               |             | Kerkstraat 56                  | 51° 59' 28" NB, 5° 58' 50" OL | 42149  | Meer afbeeldingen                                                        |
| Grafkelder van de familie van hardenbroek van spaen                      | Begraafplaats en -onderdl |                                        |             | Reinaldstraat bij 18A          | 51° 59' 35" NB, 5° 58' 52" OL | 42150  | Meer afbeeldingen                                                        |
| Fragmenten huis Overbeek                                                 | Tuin, park en plantsoen   |                                        |             | Overbeeklaan bij 16            | 51° 59' 55" NB, 5° 58' 34" OL | 42151  | Meer afbeeldingen                                                        |
| Waterstaatskerk                                                          | Kerk en kerkonderdeel     | 1839-1841                              | Evert Jenni | Kerkstraat 32                  | 51° 59' 33" NB, 5° 58' 46" OL | 504520 | Meer afbeeldingen                                                        |
| Klooster Congregatie O.L. Vrouw                                          | Kerkelijke dienstwoning   | 1847                                   |             | Emmastraat 20                  | 51° 59' 40" NB, 5° 58' 24" OL | 519336 | Klooster Congregatie O.L. Vrouw                                          |
| Refugium                                                                 | Woonhuis                  | 1825-1850                              |             | Gasthuislaan 8                 | 51° 59' 42" NB, 5° 59' 4" OL  | 519339 | Refugium                                                                 |
| In tuin bevindt zich rechts van het huis een prieel                      | Tuin, park en plantsoen   | 1890-1910                              |             | Gasthuislaan bij 8             | 51° 59' 42" NB, 5° 59' 2" OL  | 519340 | Upload foto                                                              |
| St. Joseph (oorspr. Arva)                                                | Woonhuis                  | 1914-1915                              |             | Rozendaalselaan 61             | 52° 0' 0" NB, 5° 58' 8" OL    | 519342 | St. Joseph (oorspr. Arva)                                                |
| Historische tuinaanleg                                                   | Tuin, park en plantsoen   | 1914-1915                              |             | Rozendaalselaan bij 61         | 52° 0' 0" NB, 5° 58' 7" OL    | 519343 | Upload foto                                                              |
| Blokvormige villa heeft twee bouwlagen en is schuin op de weg gesitueerd | Woonhuis                  | 1860-1870                              |             | Hendrikus Avelinghstraat 3     | 51° 59' 41" NB, 5° 58' 37" OL | 519402 | Blokvormige villa heeft twee bouwlagen en is schuin op de weg gesitueerd |
| Prieel                                                                   | Tuin, park en plantsoen   | 1890-1910                              |             | Hendrikus Avelinghstraat bij 3 | 51° 59' 40" NB, 5° 58' 37" OL | 519403 | Prieel                                                                   |
| Laboratoriumhuisje                                                       | Onderwijs en wetenschap   | 1906                                   |             | Hendrikus Avelinghstraat bij 3 | 51° 59' 41" NB, 5° 58' 37" OL | 519404 | Laboratoriumhuisje                                                       |
| Grafmonument F.J. Hallo                                                  | Begraafplaats en -onderdl | 1876                                   |             | Reinaldstraat bij 20           | 51° 59' 35" NB, 5° 58' 52" OL | 519415 | Grafmonument F.J. Hallo                                                  |
| Vrijstaande voormalige kruidenierswinkel annex woonhuis met schuurtje    | Werk-woonhuis             | 1840-1850                              |             | Kerkstraat 38                  | 51° 59' 31" NB, 5° 58' 48" OL | 519416 | Meer afbeeldingen                                                        |
| School II                                                                | Onderwijs en wetenschap   | 1906-1907                              |             | Schoolstraat 12                | 51° 59' 32" NB, 5° 58' 27" OL | 519417 | School II                                                                |
| De Striep                                                                | Woonhuis                  | 1850-1855                              |             | Kastanjelaan 9                 | 51° 59' 41" NB, 5° 58' 54" OL | 519418 | Meer afbeeldingen                                                        |
| Bethanië                                                                 | Woonhuis                  | 1860-1875                              |             | Jeruzalem 29                   | 51° 59' 57" NB, 5° 58' 20" OL | 519419 | Bethanië                                                                 |
| Café Laros                                                               | Horeca                    | 1825-1850                              |             | Jeruzalem 23                   | 51° 59' 57" NB, 5° 58' 22" OL | 519420 | Café Laros                                                               |
| Postkantoor                                                              | Overheidsgebouw           | 1908-1910                              | C.H. Peters | Hoofdstraat 29                 | 51° 59' 44" NB, 5° 58' 30" OL | 519421 | Meer afbeeldingen                                                        |
| De Wartburg                                                              | Woonhuis                  | 1911                                   |             | Boulevard 11                   | 51° 59' 52" NB, 5° 58' 24" OL | 519422 | De Wartburg                                                              |
| Favorite                                                                 | Woonhuis                  | 1850-1875                              |             | Arnhemsestraatweg 342          | 51° 59' 46" NB, 5° 57' 26" OL | 519423 | Favorite                                                                 |
| Dubbele villa aan de Arnhemsestraatweg                                   | Woonhuis                  | 1880-1890                              |             | Arnhemsestraatweg 37           | 51° 59' 46" NB, 5° 57' 36" OL | 519425 | Dubbele villa aan de Arnhemsestraatweg                                   |
| Fabrikantenvilla met vier stoeppalen                                     | Woonhuis                  | 1863-1865                              |             | Hendrikus Avelinghstraat 1     | 51° 59' 42" NB, 5° 58' 39" OL | 519441 | Fabrikantenvilla met vier stoeppalen                                     |
| VILLA ROSA                                                               | Woonhuis                  | 1888-1889                              |             | Stationsstraat 3               | 51° 59' 45" NB, 5° 58' 42" OL | 519442 | VILLA ROSA                                                               |
| T-boerderij annex veerhuis met schuurtje                                 | Transport                 | 1750-1850                              |             | Lathumse Veerweg 5             | 51° 59' 19" NB, 6° 0' 10" OL  | 519443 | Meer afbeeldingen                                                        |
| Vijverberg                                                               | Woonhuis                  | 1910                                   |             | Vijverlaan 23                  | 51° 59' 53" NB, 5° 58' 28" OL | 519444 | Meer afbeeldingen                                                        |
| Lindenhof                                                                | Woonhuis                  | 1910-1911                              |             | Vijverlaan 7                   | 51° 59' 48" NB, 5° 58' 30" OL | 519445 | Lindenhof                                                                |
| Blokvormige tweelaags villa met kolommen langs de straat                 | Woonhuis                  | 1913-1914                              |             | Tromplaan 20                   | 52° 0' 2" NB, 5° 58' 35" OL   | 519446 | Blokvormige tweelaags villa met kolommen langs de straat                 |
| Villa met tuinhek                                                        | Woonhuis                  | 1905-1906                              | A.R.Freem   | Havelaarstraat 6               | 51° 59' 45" NB, 5° 58' 50" OL | 519447 | Villa met tuinhek                                                        |
| Maliehoeve                                                               | Woonhuis                  | 1925-1926                              |             | Zoutmanlaan 5                  | 52° 0' 3" NB, 5° 58' 30" OL   | 519448 | Maliehoeve                                                               |
| Sperata                                                                  | Woonhuis                  | 1830                                   |             | Stationsstraat 42              | 51° 59' 39" NB, 5° 58' 41" OL | 519449 | Meer afbeeldingen                                                        |
| Muziektent                                                               | Welzijn, kunst en cultuur | 1921                                   |             | Overbeeklaan tegenover 14A     | 51° 59' 53" NB, 5° 58' 25" OL | 519450 | Meer afbeeldingen                                                        |
| Rozenhage                                                                | Woonhuis                  | 1938                                   |             | Rozenhagelaan 4                | 51° 59' 42" NB, 5° 57' 27" OL | 519451 | Rozenhage                                                                |
| Biljoen: hoofdgebouw                                                     | Kasteel, buitenplaats     | 16e eeuw (oorsprong) 1662 (verbouwing) |             | Biljoen 1                      | 51° 59' 48" NB, 5° 59' 34" OL | 528737 | Meer afbeeldingen                                                        |
| Biljoen: historische tuin- en parkaanleg                                 | Tuin, park en plantsoen   | eind 18e eeuw                          |             | Biljoen bij 1                  |                               | 528738 | Meer afbeeldingen                                                        |
| Biljoen: bouwhuis                                                        | Bijgebouwen kastelen enz. | eind 18e eeuw                          |             | Biljoen 3                      | 51° 59' 49" NB, 5° 59' 30" OL | 528739 | Meer afbeeldingen                                                        |
| Biljoen: voorplein met keermuren en bruggen                              | Tuin, park en plantsoen   | 18e eeuw                               |             | Biljoen bij 1                  | 51° 59' 48" NB, 5° 59' 31" OL | 528740 | Meer afbeeldingen                                                        |
| Biljoen: ijskelder bij kasteel Biljoen                                   | Tuin, park en plantsoen   | vroeg 18e eeuw                         |             | Biljoen bij 1                  |                               | 528741 | Meer afbeeldingen                                                        |
| Biljoen: ijskelder bij voormalig hotel Beekhuizen                        | Tuin, park en plantsoen   | ca. 1844                               |             | Biljoen bij 1                  | 52° 1' 0" NB, 5° 59' 28" OL   | 528742 | Biljoen: ijskelder bij voormalig hotel Beekhuizen                        |
| Biljoen: twee tuinvazen op voetstukken                                   | Tuin, park en plantsoen   | 18e eeuw                               |             | Biljoen bij 1                  |                               | 528743 | Meer afbeeldingen                                                        |
| Biljoen: hondenhok                                                       | Tuin, park en plantsoen   | laat 19e eeuw                          |             | Biljoen bij 1                  | 51° 59' 48" NB, 5° 59' 29" OL | 528744 | Meer afbeeldingen                                                        |
| Biljoen: sokkel                                                          | Tuin, park en plantsoen   | vermoedelijk 19e eeuw                  |             | Biljoen bij 1                  |                               | 528745 | Upload foto                                                              |
| Biljoen: sokkel                                                          | Tuin, park en plantsoen   | 18e eeuw                               |             | Biljoen bij 1                  |                               | 528746 | Upload foto                                                              |
| Biljoen: twee siervazen op sokkels                                       | Tuin, park en plantsoen   | 18e eeuw                               |             | Biljoen bij 1                  |                               | 528747 | Meer afbeeldingen                                                        |
| Biljoen: twee sokkels bij entre                                          | Tuin, park en plantsoen   | vroeg 19e eeuw                         |             | Biljoen bij 1                  |                               | 528748 | Upload foto                                                              |
| Biljoen: twee sokkels bij entree                                         | Tuin, park en plantsoen   | vroeg 19e eeuw                         |             | Biljoen bij 1                  |                               | 528749 | Upload foto                                                              |
| Biljoen: twee toegangshekken                                             | Tuin, park en plantsoen   | 19e eeuw                               |             | Biljoen bij 1                  |                               | 528750 | Upload foto                                                              |
| Biljoen: twee toegangshekken                                             | Tuin, park en plantsoen   | 19e eeuw                               |             | Biljoen bij 1                  |                               | 528751 | Upload foto                                                              |
| Biljoen: cascade                                                         | Tuin, park en plantsoen   | ca. 1800                               |             | Biljoen bij 1                  |                               | 528752 | Upload foto                                                              |
| Biljoen: rentmeesterwoning                                               | Dienstwoning              | derde kwart 19e eeuw                   |             | Biljoen 2                      |                               | 528753 | Meer afbeeldingen                                                        |
| Biljoen: uitspanning                                                     | Boerderij                 | eerste kwart 19e eeuw                  |             | Alteveerselaan 24              |                               | 528754 | Meer afbeeldingen                                                        |
| Biljoen: twee bruggen                                                    | Tuin, park en plantsoen   | ca. 1900-1910                          |             | Biljoen bij 1                  |                               | 528755 | Upload foto                                                              |
| Biljoen: stenen doorlaat                                                 | Tuin, park en plantsoen   | ca. 1900                               |             | Biljoen bij 3                  |                               | 530298 | Upload foto                                                              |
| Biljoen: brug en keermuur                                                | Tuin, park en plantsoen   |                                        |             | Biljoen bij 1                  |                               | 530299 | Upload foto                                                              |
| Biljoen: doorlaat met keermuren                                          | Tuin, park en plantsoen   | ca. 1905                               |             | Biljoen bij 1                  |                               | 530300 | Upload foto                                                              |
| Biljoen: cascade                                                         | Tuin, park en plantsoen   | 19e eeuw (oorsprong)                   |             | Biljoen bij 1                  |                               | 530301 | Upload foto                                                              |
| Biljoen: cascade                                                         | Tuin, park en plantsoen   | ca. 1800 (oorsprong)                   |             | Beekhuizenseweg bij 20         | 52° 0' 10" NB, 5° 58' 57" OL  | 530302 | Meer afbeeldingen                                                        |
| Biljoen: molenaarshuis                                                   | Bijgebouwen kastelen enz. | 1617                                   |             | Beekhuizenseweg 20             |                               | 530303 | Meer afbeeldingen                                                        |